# Oskar Scheibel
Oskar Scheibel (1881–1953; auch Oscar Scheibel) war ein österreichischer Ingenieur, Käfersammler und Hobby-Entomologe, der vor allem im ehemaligen Jugoslawien zahlreiche Käferarten  wissenschaftlich erstbeschrieb. Scheibel wirkte in Zagreb und konzentrierte sich in seiner wissenschaftlichen Arbeit vor allem auf die Trechinae.

## Leben und Werk
Oskar Scheibel wurde 1881 in Österreich geboren und wurde Eisenbahningenieur. Er kam kurz nach 1900 nach Bosnien, das zu dieser Zeit zu Österreich-Ungarn gehörte, wo er am Bau der Eisenbahn beteiligt war. Er begann, sich für die Insektenfauna der Region zu interessieren, und legte eine umfangreiche Sammlung von Käferarten an. Dabei sammelte und bearbeitete er insbesondere Arten, die in Höhlen und unterirdischen Lebensräumen leben. Er sammelte einige für die Wissenschaft neue Arten, die von Koleopterologen beschrieben und teilweise ihm gewidmet wurden. Zu diesen gehören vor allem der von ihm in einer Höhle bei Sarajevo gesammelte und von Viktor Apfelbeck 1920 beschriebene Charonites scheibeli und die 1924 von René Jeannel beschriebene Unterart Antroherpon erebus scheibeli. 1921 inserierte Scheibel seine Sammlung, die zu diesem Zeitpunkt etwa 15.000 Käfer von etwa 6.000 Arten umfasste, zum Verkauf und verkaufte sie nach Deutschland.

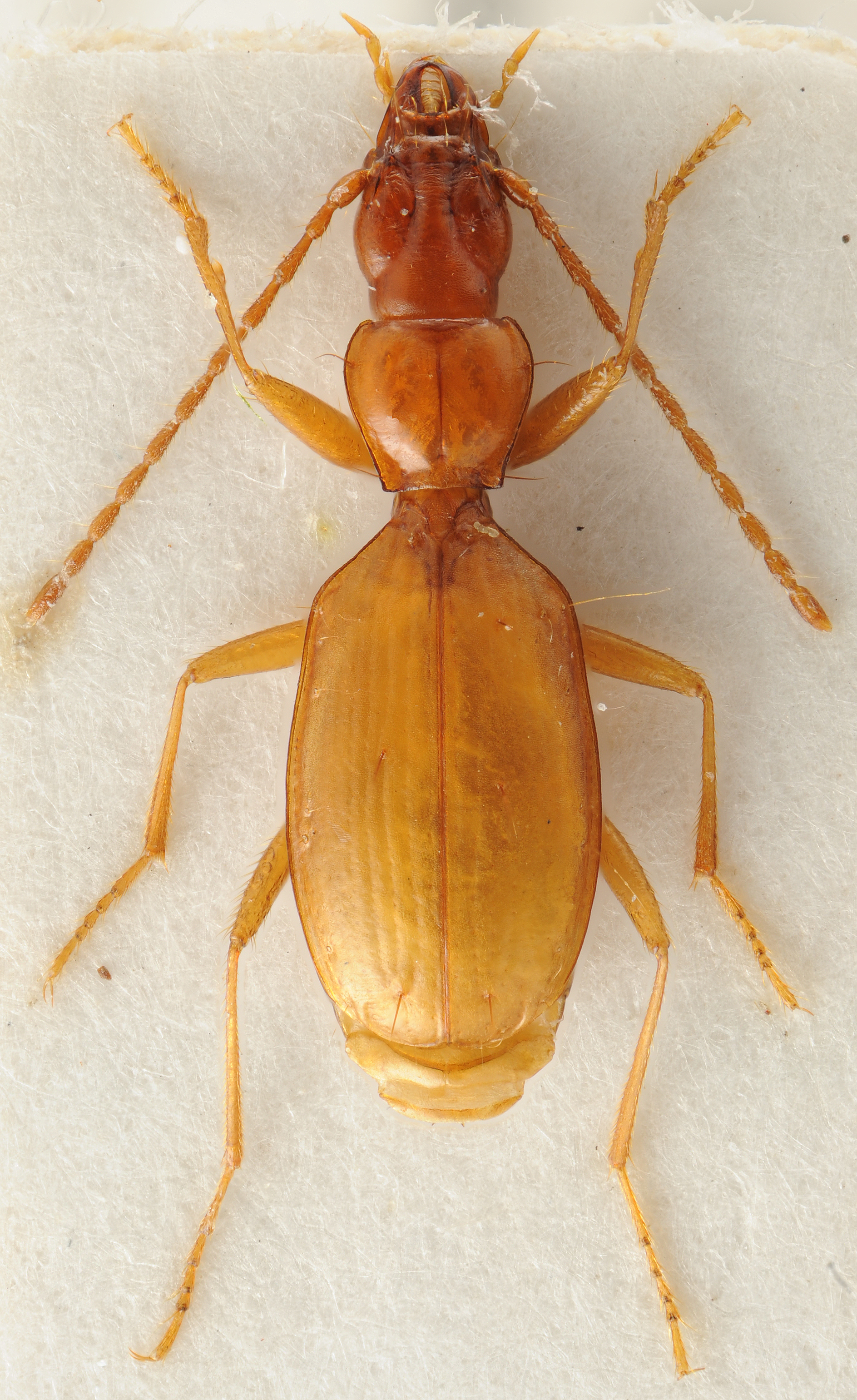
Anophthalmus hitleri, von Scheibel 1937 beschrieben und nach Adolf Hitler benannt

In den 1930er Jahren lebte Scheibel in Zagreb und besaß die exklusiven Rechte an der Vermarktung der Produkte des Schweizerischen Unternehmens SIM im jugoslawischen Raum, das vor allem Motorkolben und andere Motorteile herstellte. Auf diese Weise konnte er sich und sein Hobby finanzieren. Aufgrund von Herzproblemen konnte er seine Sammelaktivität jedoch nicht in der Weise fortführen, wie er es in den 1920er Jahren getan hatte, und bot stattdessen an der Erkundung der Höhlenfauna interessierten Entomologen finanzielle Unterstützung an. Im Gegenzug bat er darum, dass man ihm die aufgefundenen Trechinae für die weitere wissenschaftliche Arbeit zur Verfügung stellte. Besonders prominent wurde die Beschreibung des Anophthalmus hitleri im Jahr 1937 als neue Art, die er mit dem Artnamen dem damaligen „Herrn Reichskanzler Adolf Hitler als Ausdruck (seiner) Verehrung“ zueignete. Der Käfer war 1933 in Höhlen des damaligen Jugoslawien entdeckt und ihm zur Prüfung übergeben worden.
Neben Anophthalmus hitleri beschrieb Scheibel zahlreiche weitere Arten, etwa Adriaphaenops pretneri 1935, Adriaphaenops staudacheri 1939, Neotrechus winneguthi 1937 sowie mehrere Arten der Gattungen Duvalius (Duvalius comes 1934). Die Sammlung Scheibels wird im Naturhistorischen Museum Basel als Teil der Sammlung G. Frey aufbewahrt.

## Belege
1. 1 2 3 4 5  G. Nonveiller: The Pioneers of the research on the Insects of Dalmatia. Hrvatski Pridodoslovni Muzej, Zagreb 1999, S. 105–106.
2. 1 2  Jiří Janák: Une nouvelle espèce de Neotrechus J. Müller de Biokovo planina et de nouvelles données du genre de Croatie (Coleoptera: Carabidae: Trechinae). Studies and reports of District Museum Prague-East, Taxonomical Series 5 (1-2), 2009, S. 159–180.
3. ↑  Viktor Apfelbeck: Zur Kenntnis der Balkanfauna (Coleoptera). II. Zur Höhlenfauna der Balkanhalbinsel. Kritische Bemerkungen und Richtigstellungen nebst Beschreibung neuer Arten und Formen. In: Koleopterologische Rundschau. Band VIII, 1920, S. 89–93 (zobodat.at [PDF]).
4. ↑  Oscar Scheibel: Ein neuer Anophthalmus aus Jugoslawien. Entomologische Blätter (Berlin) 33 (6): S. 438–440.
5. ↑  Geschichte: Der Fluch des Namens (Memento vom 7. August 2007 im Internet Archive), National Geographic Deutschland, 1. September 2006.
6. ↑  Oscar Scheibel: Ein neuer Adriaphaenops und ein neuer Pterostichus aus Jugoslawien. In: Koleopterologische Rundschau. Band 21, 1935, S. 34–38 (zobodat.at [PDF; 2,0 MB]).
7. ↑  Oscar Scheibel: Ein neuer Adriaphaenops aus Jugoslawien. In: Mitteilungen der Münchner Entomologischen Gesellschaft. Band 29, 1939, S. 372–374 (zobodat.at [PDF; 381 kB]).
8. ↑  Oscar Scheibel: Neue Trechini aus Jugoslawien und Albanien nebst Bemerkungen zu bekannten Arten. In: Koleopterologische Rundschau. Band 23, 1937, S. 11–22 (zobodat.at [PDF]).

| Personendaten    | Personendaten                                                 |
| ---------------- | ------------------------------------------------------------- |
| NAME             | Scheibel, Oskar                                               |
| ALTERNATIVNAMEN  | Scheibel, Oscar                                               |
| KURZBESCHREIBUNG | österreichischer Ingenieur, Käfersammler und Hobby-Entomologe |
| GEBURTSDATUM     | 1881                                                          |
| STERBEDATUM      | 1953                                                          |